# Mont Glacier
Le mont Glacier est une montagne du massif du Grand-Paradis, située sur la même ligne de crêtes que le mont Avic. Il domine la vallée d'Aoste.
Le mont Glacier culmine à une altitude de 3 186 mètres. Il domine deux des vallées latérales du val d'Aoste : la vallée de Champorcher, située à l'ouest du chef-lieu de Hône, et la vallée de Champdepraz, située au sud du chef-lieu de Champdepraz. De son sommet, la vue s'étend sur une grande partie des Alpes pennines.
Le mont Glacier fait partie du parc naturel du Mont-Avic.
Le refuge Dondénaz se trouve dans la haute vallée de Champorcher, à 2 186 mètres d'altitude.